# Imposibilidad (derecho)
La imposibilidad, vista desde el punto de vista jurídico, y dentro del sistema jurídico del Common law, es un concepto que sirve para solucionar conflictos en donde el cumplimiento de una obligación se ha vuelto imposible, y debe rescindirse el contrato de tal modo que ninguna de las dos partes se vea afectada en sus intereses, o que dicha afectación se vea reducida al mínimo posible. Su origen se remonta al Derecho romano y la frase latina es "Impossibilium nulla obligatio est", que se atribuye a Celso y significa que lo imposible es obligación nula.
La imposibilidad es relevante para el Derecho, únicamente si es:
- Sobrevenida: Su ocurrencia es posterior al nacimiento de la relación obligatoria.
- Objetiva: La realización de la prestación deviene en imposible, no sólo para el deudor, sino también para cualquier sujeto.
- Absoluta: Inexigible de acuerdo a la buena fe.[3]

## Ejemplo
```
Antonio vende a Juan una juguete hecha por él mismo; ponen un monto pero en ese momento, sin que Juan lo sepa, una catástrofe destruye el juguete. Para la mayoría de las legislaciones, desde el momento en que se fija el precio y la cosa objeto del contrato, ya hay compraventa, pero en este caso concreto, siendo imposible a A entregar el juguete, que además es único, el contrato se resolverá quedando sin efectos jurídicos; y ni el sujeto Antonio debe entregar el juguete ni Juan debe pagar el precio,
```